# Mona (album)

Mona  est le premier album studio du groupe américain Mona, lancé le 16 mai 2011 au Royaume-Uni. Jusqu'à présent, trois singles ont été tirés de cet album : "Listen To Your Love", "Trouble On The Way" et "Teenager". Mona est disponible en CD, téléchargement légal et en vinyle (édition limitée à 500 copies).

## Enregistrement
Après plusieurs changements de line-up dans les jeunes années du groupe, l'album a finalement été enregistré à Nashville par les quatre membres actuels.

## Sortie et promotion
Le jour suivant la sortie de l'album, Mona a joué son plus gros concert à l'époque au Electric Ballroom à Londres.
La pochette officielle de l'album a été révélée le 21 mars 2011.
En France, Mona a participé au festival Les Eurockéennes en 2011 ; Le groupe s'apprête à conquérir de nouveaux fans lors de la tournée du festival des Inrocks Black XS, en novembre 2011.

## Liste des titres
Toutes les chansons sont écrites et composées par Nick Brown, Vincent Gard, Zachary Lindsey, Jordan Young. 
1. Cloak & Dagger
2. Listen To Your Love
3. Teenager
4. Lines in the Sand
5. Taboo Lights
6. Lean into the Fall
7. Say You Will
8. Shooting The Moon
9. Pavement
10. Trouble on the Way
11. Alibis piste cachée
12. All This Time bonus HMV (UK)

## Singles
- Listen To Your Love

Sortie :13 septembre 2010
- Trouble On the Way

Sortie : 13 décembre 2010
- Teenager

Sortie : 7 février 2011
- Shooting the Moon

Sortie : 15 août 2011

## Participants
- Nick Brown – chant / guitare
- Vincent Gard – batterie  /  percussions
- Zachary Lindsey – basse
- Jordan Young - guitare